# Яцьківська сільська рада (Краснолиманський район)
Яцьківська сільська рада — колишній орган місцевого самоврядування у Краснолиманському районі Донецької області з адміністративним центром у селі Яцьківка. Виключена з облікових даних 11 листопада 2015 року у зв'язку з входженням до Краснолиманської ОТГ.

## Населені пункти
Сільській раді підпорядковувалися населені пункти:
- с. Яцьківка
- с. Кримки

## Склад ради
Рада складається з 12 депутатів та голови.

## Керівний склад сільської ради
| ПІБ                        | Основні відомості                                                               | Дата обрання | Дата звільнення |
| -------------------------- | ------------------------------------------------------------------------------- | ------------ | --------------- |
| Заболотний Василь Іванович | Сільський голова, 1957 року народження, освіта, безпартійний                    | 26.03.2006   | 31.10.2010      |
| Заболотний Василь Іванович | Сільський голова, 1957 року народження, освіта середня спеціальна, безпартійний | 31.10.2010   |                 |

Примітка: таблиця складена за даними джерела